# 邵伯镇
邵伯镇是江苏省扬州市江都区下辖的一个镇，面积98.61平方公里（其中镇区建成区5.5平方公里，耕地面积5.37万亩，水面面积1.2万亩），户籍人口8.58万，位于江都区（仙女镇）以北12公里，扬州市区东北23公里，北与高邮市车逻镇、八桥镇接壤，西濒邵伯湖与扬州市邗江区相望，南接仙女镇。下辖4个社区、23个行政村和2个国营场圃。
邵伯镇地处平原水乡，河网密布，特产老菱、鸭蛋等。
邵伯镇得名于公元385年（东晋太元十年）谢安所筑的邵伯埭，自唐宋以后即为运河沿线重要商埠，明清时期设邵伯巡检司。1946年和1949年，共产党占领邵伯后，曾两度设市，后改为镇。2005年昭关镇并入。
邵伯镇的经济以工业为主，有39家重点骨干企业。
邵伯镇水陆交通便捷，京杭大运河经过镇区，淮江公路穿境而过，附近有京沪高速公路。
邵伯镇被列为中国历史文化名镇。旅游景点包括邵伯湖、明清条石老街（长1.5公里）、斗野亭、镇水铁牛、古甘棠树等。新建有美食街。

## 行政区划
邵伯镇下辖以下地区：
甘棠社区、银杏社区、公路村、马荡村、孙桥村、谢楼村、艾菱村、南渡村、崔桥村、许庄村、梁庄村、昭关坝村、新建村、京杭村、北祥村、东南村、戚墅村、红岭村、运东村、渌洋湖村、渔业村、粮食原种场村、水产养殖场村、高蓬村和镇南村。

## 出身名人
- 徐芝纶，中国科学院院士。